# Skip Williams
Skip Williams, właśc. Ralph Williams – amerykański twórca gier fabularnych.
Był współtwórcą trzeciej edycji gry Dungeons & Dragons i autorem serii artykułów "Sage Advice" w magazynie Dragon. Obecnie nie tworzy już tej serii (jego miejsce zajął Andy Collins). Williams był profesjonalnym twórcą gier od momentu ukazania się pierwszej edycji AD&D; jego nazwisko pojawia się między innymi w przedmowie podręcznika Advanced Dungeons & Dragons Player's Handbook z 1978 roku. Gdy TSR zostało wykupione przez Wizards of the Coast, przeniósł się z Wisconsin do Waszyngtonu i pracował jako członek grupy tworzącej trzecią edycję systemu D&D. Mimo że odszedł z Wizards of the Coast w 2002 roku, wciąż tworzy dodatki do D&D i Systemu d20 jako wolny strzelec. Jego najnowsze dzieła to między innymi "Cry Havoc!" wydany przez Malhavoc Press Monte Cooka oraz "Races of the Wild" wydany przez Wizards of the Coast.